# Filippiche
Le Filippiche sono le orazioni pronunciate da Demostene contro Filippo II di Macedonia.
Il fulcro argomentativo attorno a cui ruotano le Filippiche (351/341 a.C.) è la necessità di formare un fronte greco contro le mire espansionistiche del "barbaro" Filippo. Le Filippiche non ebbero alcun riscontro pratico: la fazione filo-macedone riuscì a far valere le sue ragioni opponendo Eschine a Demostene.
L'orizzonte culturale e politico si stava infatti ampliando, culture diverse si stavano confrontando con i modelli ellenici e presto si sarebbe giunti ad un ellenismo sovranazionale, in cui uomini dalla più diversa provenienza avrebbero scritto e parlato in greco lontani centinaia di chilometri da Atene. Demostene avrebbe dunque invano cercato di impedire un processo già in atto.
Dal punto di vista stilistico il testo si caratterizza per la varietà lessicale, il periodare innovativo e stringente, l'uso di significative forme retoriche e l'estrema sintesi.

## I Filippica
Nella I Filippica (351/349 a.C.) Demostene invita le città greche a reagire alla minaccia macedone e accusa gli ateniesi di non essersi opposti subito a Filippo, rendendolo così sempre più potente. Filippo già aveva conquistato Pidna, Metone, Potidea, e Pegase. L'assemblea deve deliberare sulle prossime azioni militari. Demostene con questa orazione si distacca dal partito di Eubulo che fino ad allora aveva sostenuto.
La polemica si apre con un excursus sui passati insuccessi ateniesi e sulla loro evitabilità a prezzo di un maggiore sforzo militare. L'orazione vuole essere un invito rivolto agli ateniesi a sollevarsi dal presente torpore incominciando una reazione militare, ma non ebbe successo alcuno. Dopo il passaggio di Filippo in Tracia l'istanza venne abbandonata.
La critica moderna ha rivisto le posizioni di Dionigi di Alicarnasso che divideva l'orazione al §29.

## II Filippica

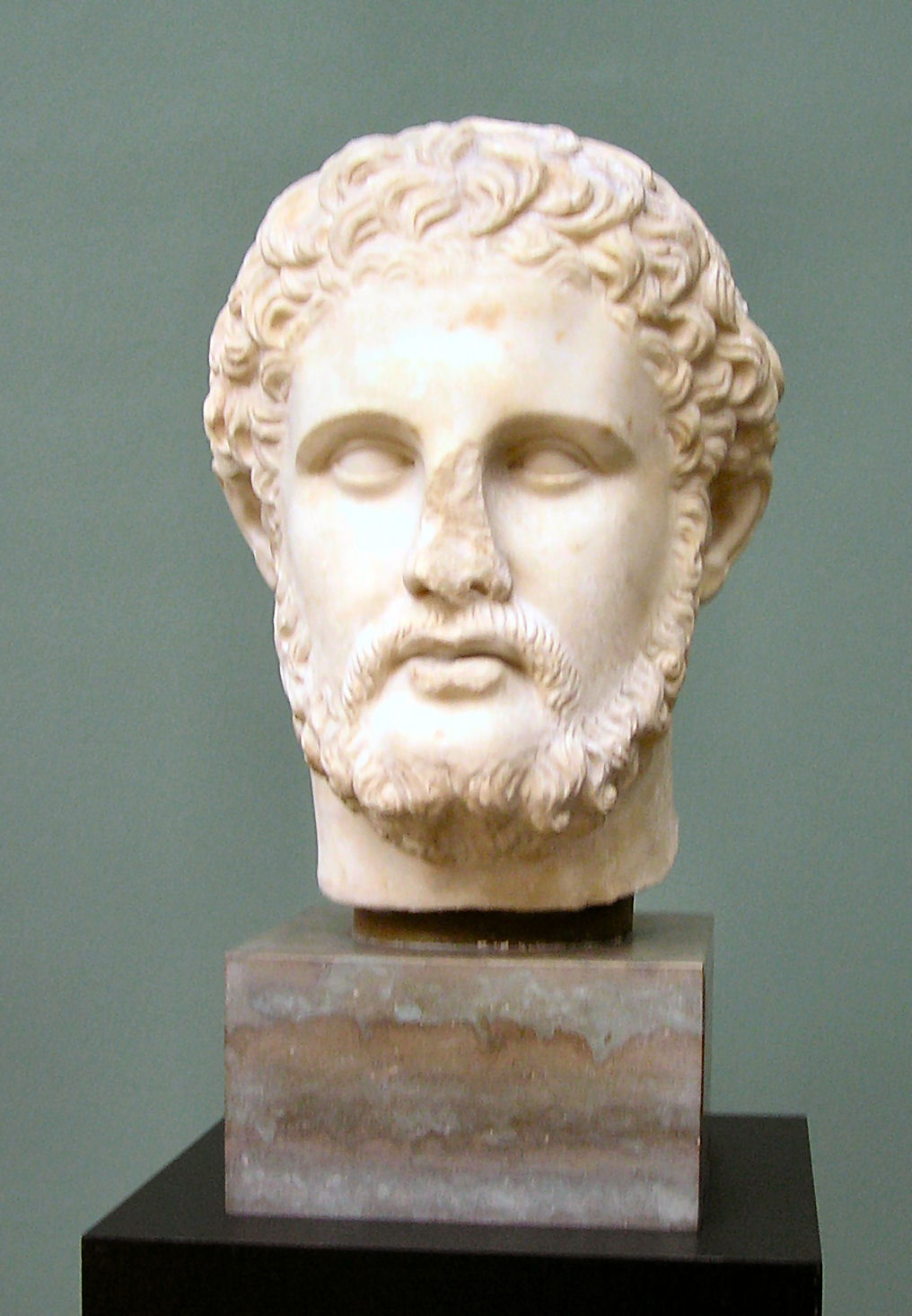
Testa di Filippo il Macedone

Non conosciamo l'occasione in cui venne pronunciata la II Filippica (344 a.C.), forse si tratta della risposta ad un'ambasceria macedone venuta ad Atene.
Demostene invita i concittadini a prendere rapidamente posizione nei confronti di Filippo che stava tentando di mettere le mani su Tebe e le altre città del Peloponneso. Filippo voleva insinuarsi nelle controversie del Peloponneso fornendo alle città della Messenia appoggio politico contro Sparta.
Nell'ultima parte dell'orazione Demostene attacca gli avversari filo-macedoni, specialmente Eschine, addossando loro la responsabilità delle clausole più onerose della pace di Filocrate.

## III Filippica
La III Filippica (341 a.C.) è forse stata l'orazione meglio riuscita.
Demostene attacca le poleis che sono indifferenti all'avanzata delle truppe macedoni. Riesce a far creare un'alleanza tra Bisanzio e Atene, coalizione anti-macedone a cui parteciperà in seguito anche Tebe. Filippo avanzava dalla Tracia minacciando Bisanzio ed il Chersoneso, Demostene cerca di convincere l'assemblea della necessità di difendere l'intera Grecia da Filippo. La situazione militare, evidentemente difficile, spinse l'assemblea ad accogliere le istanze di Demostene. Era però ormai troppo tardi: Atene aveva atteso troppo a lungo prima di decidersi per l'azione mentre Filippo si accingeva a portare presto a termine i suoi piani.

## IV Filippica
La IV Filippica (341 a.C. circa) consiste di due proemi.
L'autenticità della quarta Filippica venne messa in discussione fin dall'antichità; i dubbi vennero accertati grazie al ritrovamento nel XX secolo di alcuni frammenti papiracei del commentario demostenico di Didimo. Il testo presenta peraltro scarsa coerenza formale e una poco convincente cronologia dei riferimenti interni.